# Rafael Martínez Arteaga
Rafael Martínez Arteaga (El Cazador Novato; * 26. Januar 1940 in Cravo Norte; † 5. März 2017 in Barinas, Venezuela) war ein kolumbianischer Sänger, Komponist und Dichter.
Martínez vertrat 1956 im Alter von sechzehn Jahren die Provinz Arauca beim Primer Encuentro Nacional de Folcklor in Manizales und gewann dort den Ersten Preis als Komponist und Interpret. Seinen Durchbruch als Musiker hatte er mit der Komposition Llanura, yo soy tu hijo, mit der er 1966 am Primer Torneo Internacional del Joropo in Arauca teilnahm und wiederum den Ersten Preis gewann. Er trat dann an vier weiteren internationalen Festspielen in Folge auf und nahm 1969 seine erste LP gemeinsam mit Tirso Delgado auf. Später leitete er das Plattenlabel Dimus in Maracay.